# Mikoláš Aleš
Mikoláš Aleš (ur. 18 listopada 1852 w Miroticach, zm. 10 lipca 1913 w Pradze) – czeski malarz, rysownik i grafik.

## Życiorys
W 1869 roku podjął studia na Akademii Sztuk Pięknych w Pradze.
Został pierwszym honorowym prezesem założonego w 1887 roku stowarzyszenia SVU Mánes, które gromadziło absolwentów ASP i Szkoły Sztuk Stosowanych w Pradze.
Zmarł 10 lipca 1913 roku w swoim mieszkaniu w Pradze, został pochowany na Cmentarzu Wyszehradzkim.

## Twórczość
W twórczości kontynuował tradycje malarstwa romantycznego Jozefa Mánesa, co przejawiało się głównie w podejmowanej tematyce historycznej i narodowej oraz poetyckiej atmosferze jego obrazów i rysunków.
Wzorując się na malarstwie Jana Matejki, ukazywał znane postacie i wydarzenia czeskiej historii, m.in. Spotkanie Jerzego z Podiebradu z Maciejem Korwinem (1878).
Był autorem projektów zdobień wnętrz wielu budynków publicznych, m.in. Teatru Narodowego (1880–1881) i Galerii Narodowej w Pradze (1886).